# Zeuxo (Zeuxo) simonsiensis
Zeuxo (Zeuxo) simonsiensis is een naaldkreeftjessoort uit de familie van de Tanaidae. De wetenschappelijke naam van de soort is voor het eerst geldig gepubliceerd in 1980 door Sieg.